# Фынхуа
Фэнхуа́ (кит. упр. 奉化, пиньинь Fènghuà) — район города субпровинциального значения Нинбо провинции Чжэцзян.

## География
Фэнхуа расположен в центральной части города и граничит с районом Иньчжоу и городским уездом Юйяо на севере и уездами Нинхай и Сяншань на юге (граница с последним — по воде). На востоке район омывается бухтой Сяншань Восточно-Китайского моря. У побережья расположена группа небольших островов.

## История
Во времена империи Тан в 738 году был создан уезд Фэнхуа (奉化县). После монгольского завоевания уезд был в 1289 году поднят в статусе, став областью Фэнхуа (奉化州), но после свержения власти монголов и основания империи Мин область в 1369 году вновь стала уездом.
Во времена Китайской Республики гоминьдановские власти 1 января 1949 года создали на стыке уездов Фэнхуа, Юйяо, Шанъюй, Иньсянь и Шэнсянь новый уезд Миншань (四明县), но после того, как в мае 1949 года эти места были заняты войсками коммунистов, он был расформирован.
После образования КНР в 1949 году был создан Специальный район Нинбо (宁波专区), и уезд вошёл в его состав. В 1970 году Специальный район Нинбо был переименован в Округ Нинбо (宁波地区). В 1983 году округ Нинбо был расформирован, и уезд перешёл под юрисдикцию города Нинбо.
В 1988 году уезд Фэнхуа был преобразован в городской уезд.
В 2016 году городской уезд Фэнхуа (奉化市) был преобразован в район городского подчинения.

## Экономика
В Фэнхуа расположены предприятия легкой промышленности.

## Административное деление
Район делится на 5 уличных комитетов и 6 посёлков.